# Козолугівка
Козолу́гівка — село в Україні, у Молочанській міській громаді Пологівського району Запорізької області. Населення становить 221 осіб. До 2020 орган місцевого самоврядування - Балківська сільська рада.

## Географія
Село Козолугівка знаходиться на лівому березі річки Курушан, вище за течією на відстані 1,5 км розташоване село Гришине, нижче за течією на відстані 2,5 км розташоване село Мостове. Річка в цьому місці пересихає, на ній зроблено кілька загат.

## Історія
- 1811 — дата заснування як села Рюкенау, Риккенау.[1]
- До 1871 року село входило до складу Молочанського менонітського округу Бердянського повіту.
- В 1943 році перейменоване в село Широка Поляна.
- В 1945 році перейменоване в село Козолугівка.
- 12 червня 2020 року, відповідно до Розпорядження Кабінету Міністрів України від № 713-р «Про визначення адміністративних центрів та затвердження територій територіальних громад Запорізької області», увійшло до складу Молочанської міської громади.[2]
- 19 липня 2020 року, в результаті адміністративно-територіальної реформи та ліквідації Токмацького району, селище увійшло до складу Пологівського району.[3]

Також мало назву Драний Нумер.